# Топа-де-Сус
Топа-де-Сус (рум. Topa de Sus) — село у повіті Біхор в Румунії. Входить до складу комуни Добрешть.
Село розташоване на відстані 402 км на північний захід від Бухареста, 34 км на південний схід від Ораді, 103 км на захід від Клуж-Напоки, 145 км на північний схід від Тімішоари.

## Населення
За даними перепису населення 2002 року у селі проживали 760 осіб, усі — румуни. Усі жителі села рідною мовою назвали румунську.